# Uddevalla HC
Uddevalla HC är en ishockeyklubb i Uddevalla. Klubben bildades 12 april 1978.  hemmaarenan är Fridhemshallen och elitlaget spelar i Hockeytrean. 
Ungdoms- och juniorlaget hade vissa framgångar i mitten och slutet på 1970-talet. Föreningens bästa säsong var 1985/86 då A-laget spelade i Division II. Dock blev det bara en säsong i Division II. Sedan 2009 spelar man i Hockeytrean.
Under tio års tid var ungdomshockeyn organiserad i en egen förening vid namn Uddevall Blue Rocks. År 2019 rapporterar dock Bohusläningen att föreningarna är på väg att gå ihop igen.
Föreningen mest framgångsrika spelare är målvakten Joel Gistedt som spelar för Kristianstads IK i Hockeyallsvenskan och tidigare med Frölunda och Leksand i SHL. 